# William Charles Ross
William Charles Ross, född den 3 juni 1794 i London, död där den 20 januari 1860, var en engelsk målare.
Ross gick på akademien och uppnådde som miniatyrmålare (särskilt av porträtt) en hög nivå, både konstnärligt och produktionsmässigt (antalet miniatyrer uppgår till över 2 200, däribland drottningen och prinsgemålen, den belgiske kungen och drottningen med flera). Han målade också bilder i olja (exempelvis 1825 den stora "Kristus utdriver demoner"). Ross konst är representerad i National Portrait Gallery och i Wallacesamlingen i London.